# جيك شورت
جيك شورت (بالإنجليزية: Jake Short)‏ هو عارض وممثل أمريكي، ولد في 30 مايو 1997 في الولايات المتحدة. من الجوائز التي نالها جائزة اختيار أطفال نكلوديون وجائزة الفنان الصغير سنة 2010.

## أعمال

### مسلسلات
- زيك ولوثر[6]

## جوائز
- جائزة اختيار أطفال نكلوديون
- جائزة الفنان الصغير (2010)

## وصلات خارجية
- جيك شورت على موقع IMDb (الإنجليزية)
- جيك شورت على موقع روتن توميتوز (الإنجليزية)
- جيك شورت على موقع ألو سيني (الفرنسية)
- جيك شورت على موقع أول موفي (الإنجليزية)
- جيك شورت على موقع إن إن دي بي (الإنجليزية)
- جيك شورت على موقع قاعدة بيانات الفيلم (الإنجليزية)
- جيك شورت على موقع كينوبويسك (الروسية)